# Lena Katina
Lena Katina, tên thật là Elena Sergeyevna Katina, (sinh ngày 4/10/1984 tại Moskva) là một trong hai ca sĩ trong nhóm nhạc Nga t.A.T.u.. Người còn lại trong nhóm là Yulia Volkova. Lena được coi như là "cô gái ngoan" của nhóm.

## Thời thơ ấu
Lena là đứa con lớn nhất trong một gia đình có ba con và là đứa con duy nhất của Serger Katin và Inessa Katina. Lena có một đứa em gái cùng mẹ khác cha tên là Katya và một đứa em trai cùng cha khác mẹ tên là Ivan. Lena lớn lên trong một gia đình Chính thống giáo.
Năm 1994, Lena gia nhập một nhóm nổi tiếng tên là "Avenue" của Nga. Lena là thành viên của nhóm trong ba năm sau đó, lúc năm mười ba tuổi, Lena đã được chọn để vào nhóm "Neposedi". Neposedi là một nhóm hát nổi tiếng cho trẻ con thời bấy giờ. Tại đó Lena đã gặp Yulia Volkova, người mà sau này trở thành bạn hát của cô.
Từ nhỏ, Lena đã học thể dục thẩm mỹ, khiêu vũ, trượt băng, bơi lội và đua ngựa. Lena còn là một người chơi piano giỏi.
Lena đã phát biểu trong một cuộc phỏng vấn năm 2006 (cuộc phỏng vấn tên là Telehit interview) là lúc còn nhỏ cô thường hay nghe nhạc của Led Zeppelin, Deep Purple and Pink Floyd.

## Sự nghiệp
Lena là người đầu tiên mà nhà sản xuất Ivan Shapovalov chọn cho nhóm t.A.T.u.. Lena đã thu âm một số bài hát như Belochka và Yugoslavia vì lúc đó Ivan không muốn thành lập một nhóm nhạc, nhưng sau này Ivan đã đổi ý và nhận thêm Yulia Volkova. Sau khi chi tay với Ivan Shapovalov, Lena đã nói là cô cảm thấy tội lỗi khi phải giả làm người đồng tính với Yulia Volkova. Vì muốn ở lại trong nhóm mà Lena đã phải giảm đi 10kilogram. Lena nói trong một cuộc phỏng vấn năm 2006 (Telehit interview) là ba mẹ cô không vui khi cô quyết định làm ca sĩ.
Lena đã thu âm một số bài hát cho t.A.T.u. cũng như cho chính bản thân mình như 
- You
- All My Love (demo của Vsya Moya Lyubov)
- I Know
- Reach Out (demo của We Shout)

Lena nói tiếng Anh lưu loát và cô rất thích đọc truyện, nhất là các tiểu thuyết lãng mạn. Lena cũng rất thích chơi dương cầm khi rảnh. Lena đã học tâm lý học tại Đại học Quốc gia Moskva trong lúc t.A.T.u. đang quảng cáo cho album mới của họ là Dangerous and Moving. Đã có tin đồn rằng cô đã xin thôi học nhưng mẹ của cô là Inessa nói rằng cô chỉ ngưng học một thời gian. Tháng 12/2006, Lena đã nói là cô sắp được ra trường. Đã có tin đồn là Lena đã chuyển sang học ngành kinh tế nhưng tin này chưa được chính thức xác nhận.

## Những bài hát riêng của Lena
- Belochka
- Yugoslavia
- You
- Reach Out (demo của We Shout)
- All My Love (demo của Vsya Moya Lyubov)
- I Know